# Jasebeck

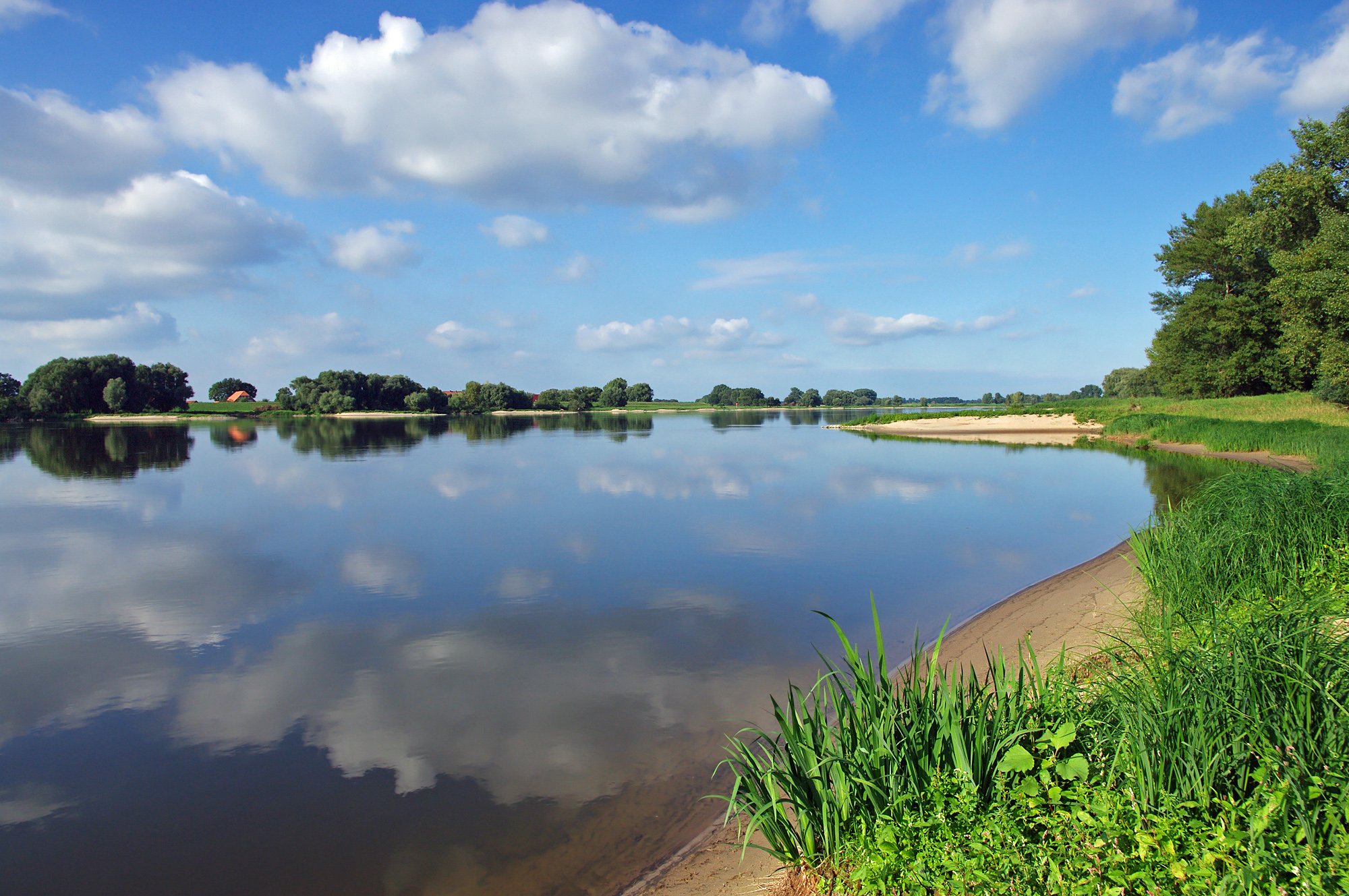
Die Elbe bei Jasebeck

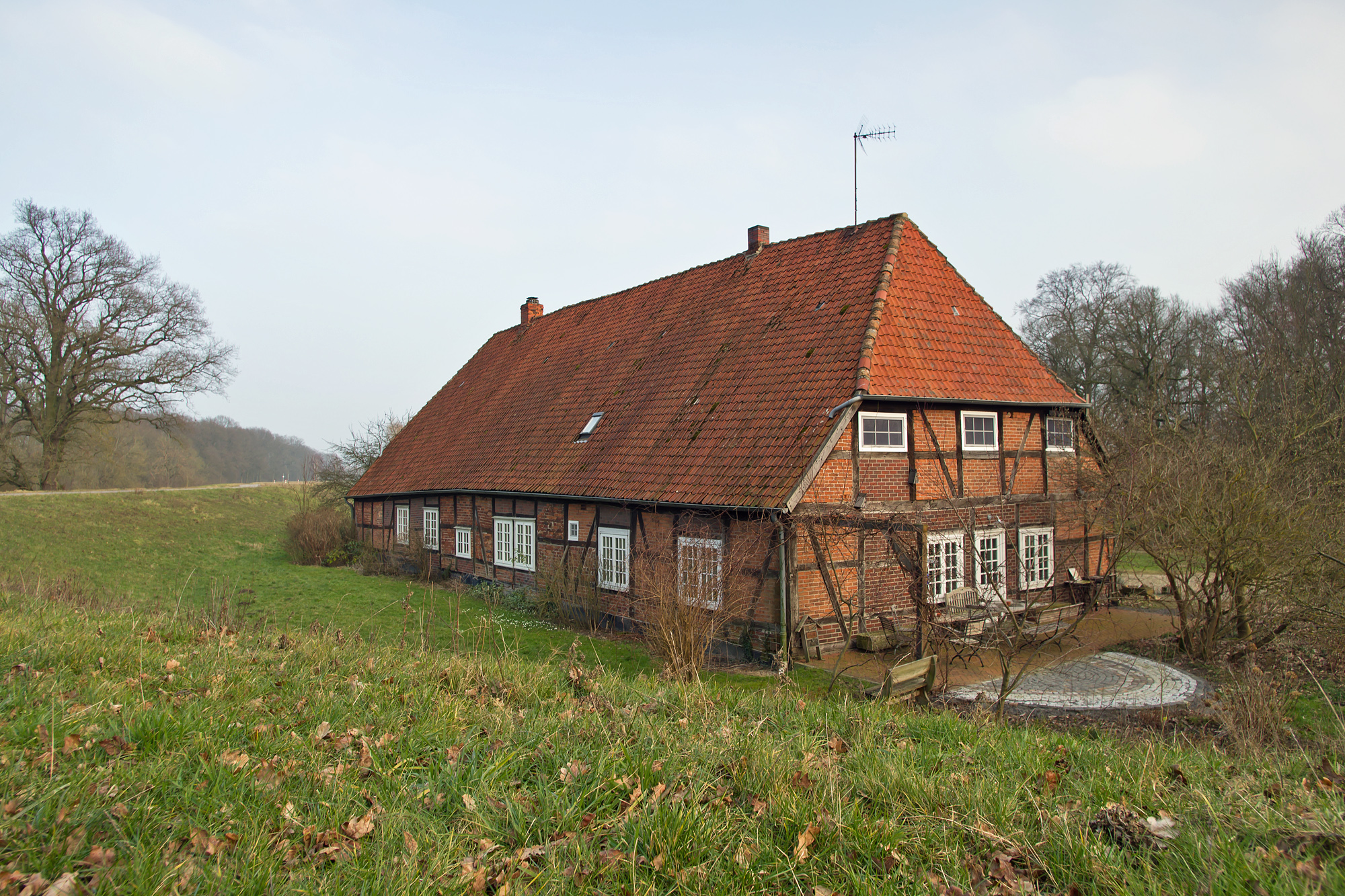
Die ehemalige Holländerei

Historischer Kartenausschnitt Wehningen-Jasebeck 1881

Jasebeck ist ein Ortsteil der Gemeinde Damnatz in der Samtgemeinde Elbtalaue im Landkreis Lüchow-Dannenberg in Niedersachsen.
Der Ort liegt drei Kilometer nordöstlich von Damnatz und wird nördlich von der Elbe umflossen.

## Geschichte
Das Gut Jasebeck wurde bereits vor etwa 700 Jahren als Vorwerk des Schlosses Wehningen auf der gegenüber liegenden Elbseite erwähnt. Über die Jahrhunderte war es im Besitz der Grafen von Dannenberg und der Familie von Bülow. Das Gutshaus Jasebeck wurde zu Beginn des 20. Jahrhunderts von den Grafen von Bernstorff-Wehningen erbaut, heute leben dort ihre Nachkommen aus der Familie von Plato. In der Zeit von 1892 oder 1893 bis 1945 gehörte auch die westfriesische Insel Schiermonnikoog zum Besitz Wehningen-Jasebeck.
Für das Jahr 1848 wird angegeben, dass Jasebeck als Vorwerk drei Wohngebäude hatte, in denen 43 Einwohner lebten. Zu der Zeit war der Ort nach Wehningen auf der anderen Elbeseite eingepfarrt, wo sich auch die Schule befand.
Am 1. Dezember 1910 hatte Jasebeck 27 Einwohner und war ein Gutsbezirk im Kreis Dannenberg. Jasebeck wurde dann vor 1925 nach Landsatz eingemeindet.

## Persönlichkeiten
- Jakob von Bülow (1626–1681), Obrist und Generalmajor
- Bechtold von Bernstorff (1803–1890), Landrat, Mitglied des Deutschen Reichstags, Herr auf Wehningen und Jasebeck
- Berthold von Bernstorff (1842–1917), Mitglied des Deutschen Reichstags, Herr auf Wehningen und Jasebeck
- Georg Ernst von Bernstorff (1870–1939), Politiker (DHP), Mitglied des Deutschen Reichstages, Großgrundbesitzer
- Kai Hermann (* 1938), Journalist, Publizist und Autor